# Dryadella simula
Dryadella simula es una especie de orquídea de hábitos epifitas.

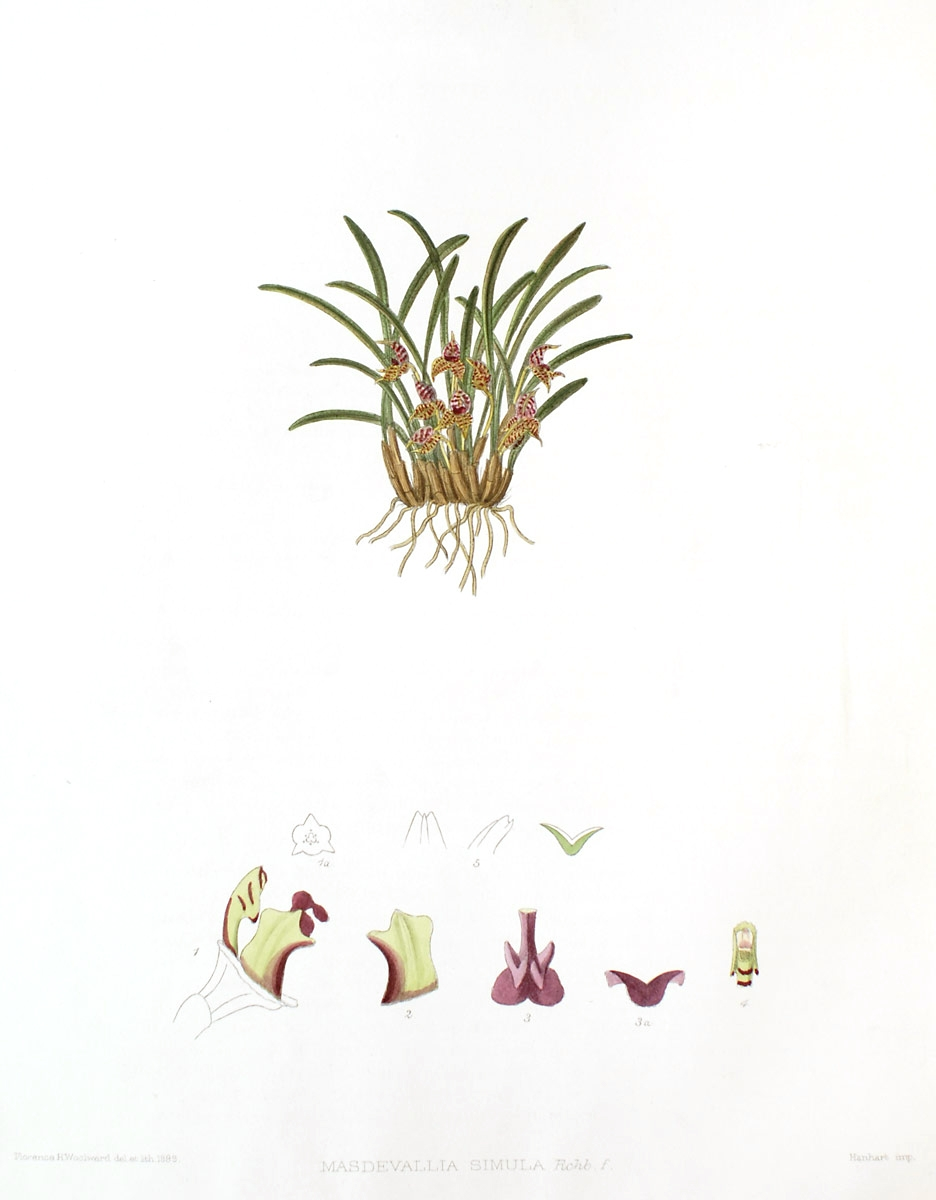
Dryadella simula
(como syn. Masdevallia simula)
placa en:
Florence H. Woolward:
(1896)

## Descripción
Es una orquídea de pequeño tamaño, de hábito creciente epífita con ramicaule  teretes que están envueltos por vainas tubulares escariosas que pronto son evanescentes y que llevan  una sola hoja, apical lanceolada, estrechamente lineal, obtusa, minuciosamente tridentada, disminuyendo gradualmente hacia la base conduplicada, y canalizada. Tiene  una capa de abscisión y una corona circular de la que surge una corta inflorescencia de 2 cm, con 3-4 flores que lleva una sola flor abriendo sucesivamente a la vez que aparece a media altura de la hoja en la primavera.

## Distribución y hábitat
Es una hierba epífita sin pseudobulbos que se encuentra entre los 2000 y 3100 metros de altitud en Colombia, Ecuador y Perú en los bosques nublados bajos con una estación seca pronunciada en el verano y otoño.

## Taxonomía
Dryadella simula fue descrito por (Rchb.f.) Luer  y publicado en Selbyana 2: 209. 1978.
Sinonimia
- Dryadella popayanensis (F.Lehm. & Kraenzl.) Luer
- Masdevallia popayanensis F.Lehm. & Kraenzl.
- Masdevallia simula Rchb.f.[3][4]

Etimología
Dryadella: nombre genérico que hace una referencia a las mitológicas dríadas, ninfas de los bosques.
simula: epíteto latíno que significa "similar"